# Station Västerhaninge
Västerhaninge is een station van het stadsgewestelijk spoorwegnet van Stockholm in de gemeente Haninge aan de Nynäsbanan op 31,1 kilometer ten zuiden van Stockholm C.

## Geschiedenis
Het station werd in 1901 tegelijk met de Nynäsbanan geopend en is tussen 1995 en 2000 gerenoveerd.
De renovatie omvatte de uitbreiding van het emplacement en een extra perron aan de zuidkant waar reizigers uit Stockholm direct aan de andere kant van het perron de bus kunnen nemen. Onder het station kwam een voetgangers/fietstunnel die dienst doet als verbinding tussen het centrum aan de zuidkant en de wijken ten noorden van het station. De tunnel biedt tevens toegang tot de stationshal onder de sporen. Bovengronds kwam er een kaartverkoop op het nieuwe perron en kregen de perrons verwarmde wachtruimtes.

## Reizigersverkeer
De reistijd met de trein naar Stockholm of Nynäshamn is ongeveer 30 minuten. Het aantal treinreizigers  op een winterdag ligt rond de 4.500. Aan de zuidkant van het station ligt het busstation en aan de noordkant is een P&R terrein en een taxistandplaats.

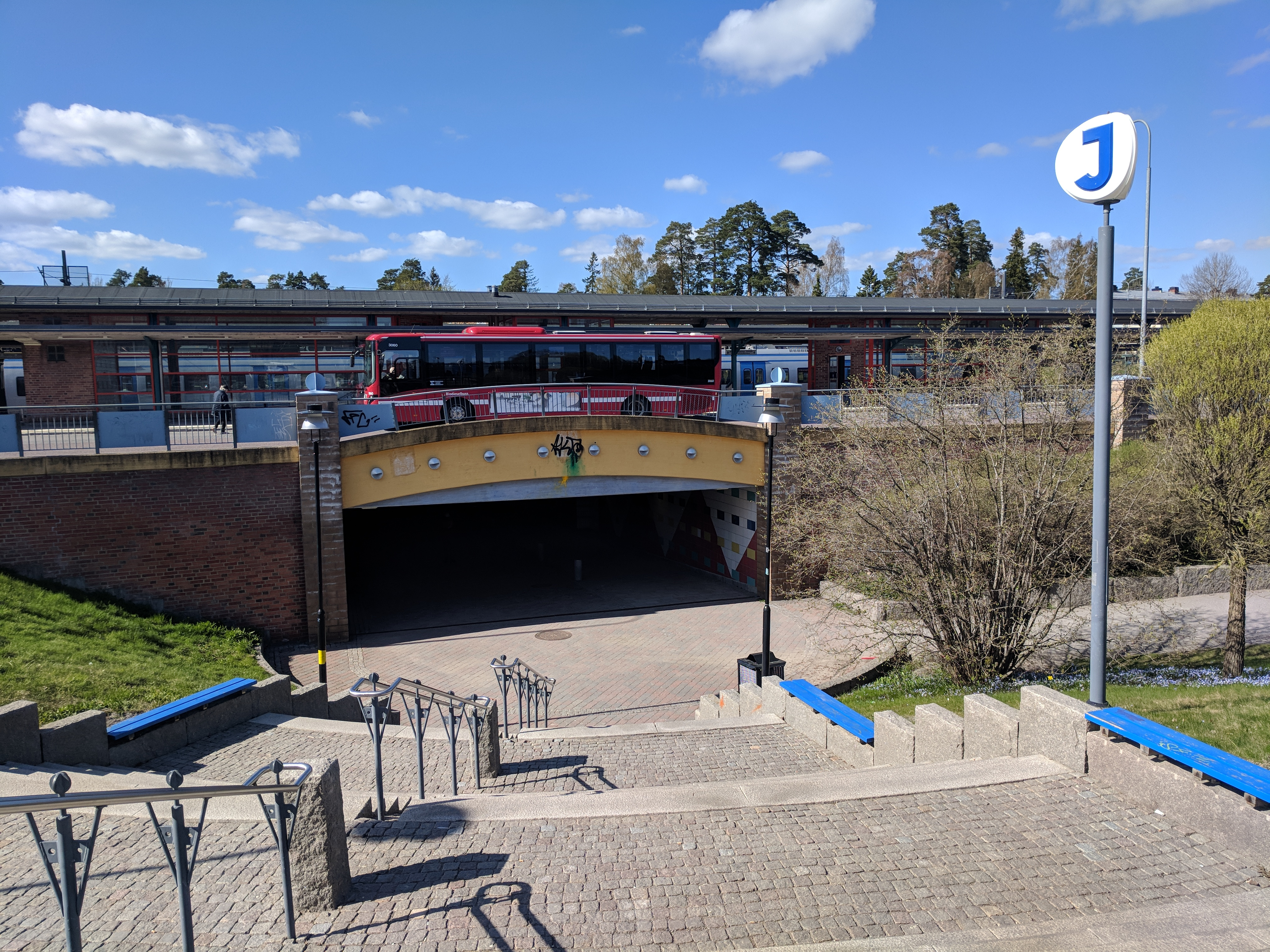
De ingang aan de zuidkant.
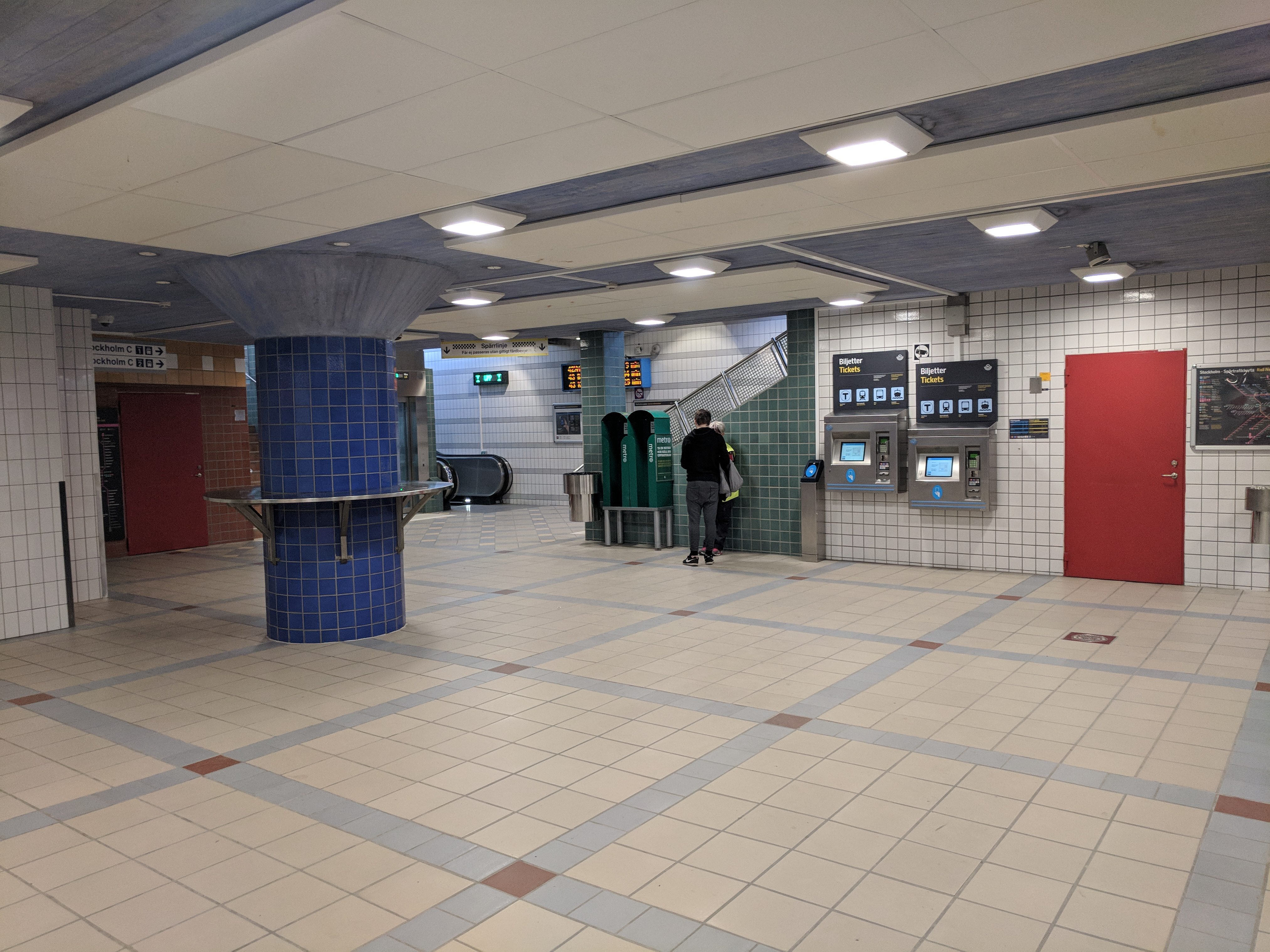
De stationshal.
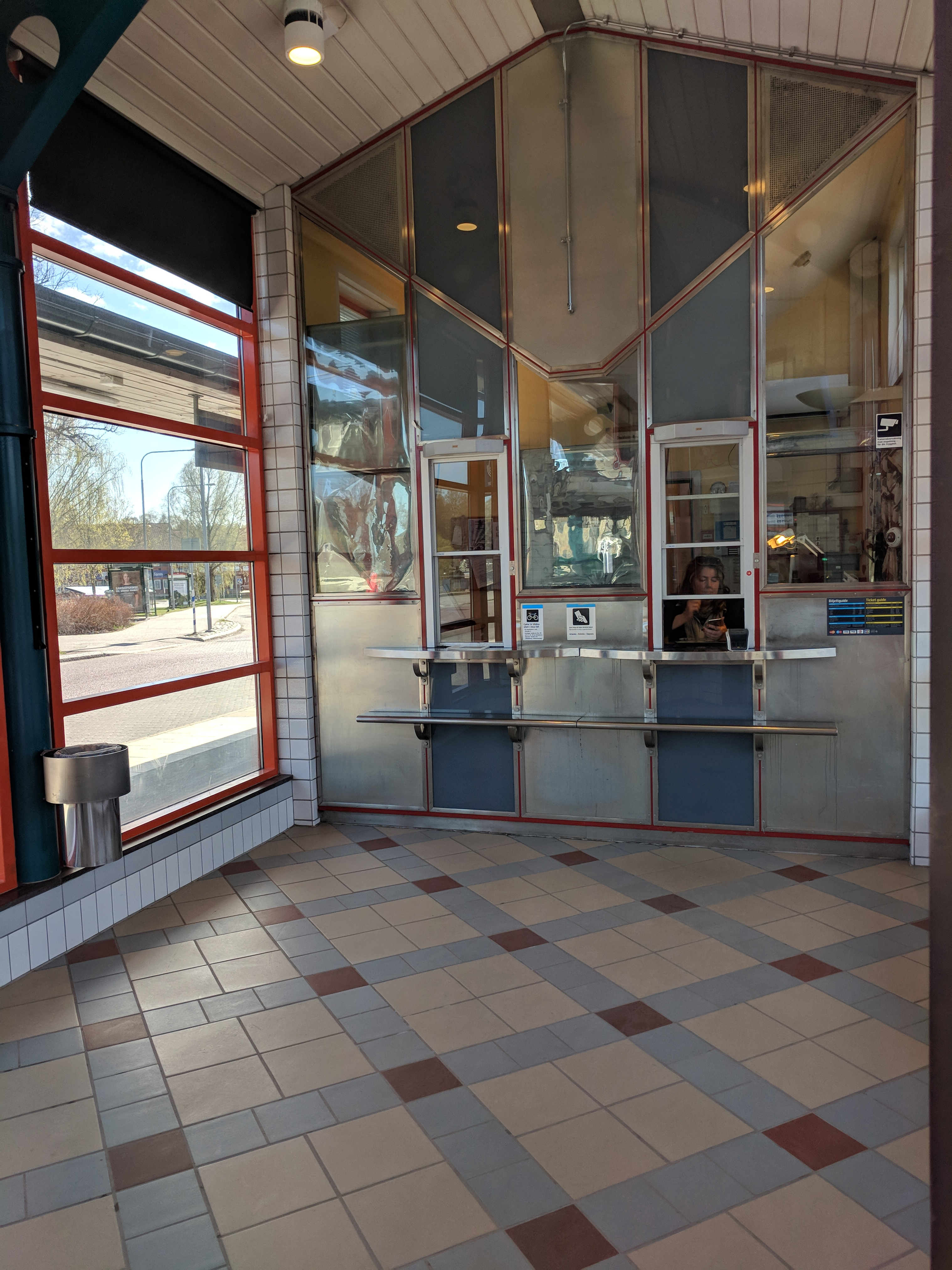
De kaartverkoop.